# 都市交通審議会答申第15号
都市交通審議会答申第15号（としこうつうしんぎかいとうしんだい15ごう）は、都市交通審議会が1972年（昭和47年）3月1日に運輸大臣に提出した答申である。
答申名は東京及びその周辺における高速鉄道を中心とする交通網の整備増強に関する基本計画について（とうきょうおよびそのしゅうへんにおけるこうそくてつどうをちゅうしんとするこうつうもうのせいびぞうきょうにかんするきほんけいかくについて）。
1985年（昭和60年）を目標年次としており、その1985年（昭和60年）には本答申の更新版である運輸政策審議会答申第7号が提示されている。

## 概要
高速鉄道の路線計画において、次の3点に重点を置いている。
1. 東京都周辺部から都内業務地への通勤交通の確保
2. 東京副都心の育成及び江東地区等の路線網の整備
3. 新幹線鉄道等全国交通網との結合の強化

その結果として13路線を、1985年までに整備すべき路線と位置づけている。
また、3路線を、今後検討すべき路線と位置づけている。

## 答申路線
| 路線     | 区間 | 該当路線                                                                                             |
| -------- | --- | --- |
| 1号線    | 西馬込・品川 - 泉岳寺 - 三田 - 新橋 - 浅草橋 - 浅草 - 押上 - 青砥 - 高砂 - 鎌ヶ谷市北部 - 千葉ニュータウン小室地区                                                              | 都営地下鉄浅草線、京急本線、京成押上線、京成本線、北総鉄道北総線                                     |
| 2号線    | 中目黒 - 六本木 - 霞ヶ関 - 築地 - 茅場町 - 上野 - 北千住 - 竹ノ塚 - 松原団地 | 東京メトロ日比谷線、東武伊勢崎線                                                                     |
| 3号線    | 渋谷 - 赤坂見附 - 新橋 - 神田 - 上野 - 浅草 - 三ノ輪 | 東京メトロ銀座線                                                                                     |
| 4号線    | 荻窪・方南町 - 中野坂上 - 新宿 - 赤坂見附 - 銀座 - 大手町 - 御茶ノ水 - 池袋 | 東京メトロ丸ノ内線                                                                                   |
| 5号線    | 中野 - 高田馬場 - 飯田橋 - 大手町 - 東陽町 - 西船橋 - 北習志野 - 勝田台 | 東京メトロ東西線、東葉高速鉄道東葉高速線                                                             |
| 6号線    | 大宮市西部 … 浦和市西部 - 戸田市西部 - 高島平 - 巣鴨 - 春日 - 日比谷 - 三田 - 清正公前 … 港北ニュータウン                                                                       | 都営地下鉄三田線、東急目黒線                                                                         |
| 7号線    | 目黒 - 飯倉片町 - 永田町 - 市ケ谷 - 駒込 - 王子 - 岩淵町 - 川口市中央部 - 浦和市東部                                                                                            | 東京メトロ南北線、埼玉高速鉄道線                                                                     |
| 8号線    | 保谷 - 練馬 - 向原 - 池袋 - 飯田橋 - 市ケ谷 - 永田町 - 銀座 - 明石町 - 豊洲 - 辰巳 - 湾岸 … 海浜ニュータウン、豊洲 - 東陽町 - 錦糸町 - 押上 - 亀有                              | 東京メトロ有楽町線（東京メトロ半蔵門線）、西武有楽町線、西武池袋線、JR京葉線                         |
| 9号線    | 橋本 - 多摩ニュータウン中央 - 新百合ヶ丘 - 喜多見 - 代々木上原 - 原宿 - 日比谷 - 湯島 - 西日暮里 - 綾瀬                                                                         | 東京メトロ千代田線、小田急小田原線、小田急多摩線                                                     |
| 10号線   | 橋本 - 多摩ニュータウン中央 - 調布 - 芦花公園 - 新宿 - 市ケ谷 - 神保町 - 住吉町 - 東大島 - 本八幡 - 鎌ヶ谷市北部 - 千葉ニュータウン小室地区 - 千葉ニュータウン印旛地区          | 都営地下鉄新宿線、京王線、京王相模原線、千葉県営鉄道北千葉線（未成、現在は白紙撤回）、北総鉄道北総線 |
| 11号線   | 二子玉川 - 渋谷 - 永田町 - 九段下 - 神保町 - 大手町 - 蛎殻町 - 深川扇橋 | 東京メトロ半蔵門線、東急田園都市線                                                                   |
| 12号線   | 新宿 - 西大久保 - 春日 - 御徒町 - 蔵前 - 森下町 - 門前仲町 - 浜松町 - 麻布 - 六本木 - 青山 - 信濃町 - 代々木 - 新宿 - 西落合 - 練馬 - 高松町 … 大泉方面、西落合 - 目白 - 護国寺 | 都営地下鉄大江戸線                                                                                   |
| 13号線   | 志木 - 和光市 - 成増 - 向原 - 池袋 - 目白東 - 諏訪町 - 西大久保 - 新宿 （答申路線図では代々木付近まで） … 渋谷 … 品川 … 羽田方面                                                | 東京メトロ副都心線、東武東上線                                                                       |
| 検討路線 | 板橋付近 … 東中野 … 中目黒 … 五反田 … 品川 | 主として環状6号道路を経由して、板橋附近より五反田、品川に至る路線 実質的にJR埼京線に置き換え。       |
| 検討路線 | 国鉄線の新たな路線 | |
| 検討路線 | 環状7号道路沿いの環状路線 | メトロセブン                                                                                         |